# ブルングル
ブルングル (ラテン文字:Bulung’ur, Bulungur、ウズベク語: Bulung’ur / Булунғур、ロシア語: Булунгур) はウズベキスタン・サマルカンド州の都市である。州都のサマルカンドからは北東に約35kmの位置にあり、ジザフ州との境界に位置する。2012年の人口は29,858人となっている。

## 概要
1973年に都市として設立された。街にはタシュケントとサマルカンドを結ぶウズベキスタン鉄道の駅がある。
また、タシュケントからジザフ、サマルカンドを経由してテルメズまで続く高速道路のM39が街を通過している。

## 教育施設
ブルングル地区第36学校